# Loveless (komiks)
Loveless – amerykańska seria komiksowa autorstwa scenarzysty Briana Azzarello oraz rysowników: Marcela Frusina, Danijela Zezelja i Werthera Dell'Edery, wydawana przez DC Comics w imprincie Vertigo w latach 2005–2008. W Polsce ukazała się nakładem wydawnictwa Mucha Comics w latach 2008–2010.

## Fabuła
Loveless (po polsku: Bez miłości lub Niezdolny do miłości) opowiada historię Wesa Cuttera, żołnierza Konfederacji w czasie wojny secesyjnej w USA w latach 60. XIX wieku. Po uwolnieniu z obozu jenieckiego wraca do rodzinnej miejscowości Blackwater, znajdującej się pod kontrolą żołnierzy Unii. Cutter otrzymuje stanowisko szeryfa Blackwater i zaczyna odbudowywać relacje ze swoją żoną Ruth i mieszkańcami Blackwater.
Seria rozwinęła się w epopeję o amerykańskiej historii. Autorzy planowali wydłużyć jej akcję do lat 40. XX wieku, Loveless zakończono jednak w maju 2008, nie realizując tych planów.

## Tomy
Łącznie od grudnia 2005 roku do maja 2008 roku wydano 24 zeszyty z serii Loveless, następnie gromadząc je w trzytomowe wydanie zbiorcze. W podobnej formie seria ukazała się w Polsce, przy czym ostatni, trzeci tom wydania oryginalnego ukazał się po polsku w dwóch częściach.
| Tytuł i rok wydania polskiego | Tytuł i rok wydania oryginalnego | Zawartość              |
| ----------------------------- | -------------------------------- | ---------------------- |
| Huczny powrót do domu (2008)  | A Kin of Homecoming (2006)       | Loveless zeszyty 1–5   |
| Burza nad Blackwater (2009)   | Thicker than Blackwater (2007)   | Loveless zeszyty 6–12  |
| Zagłada Blackwater (2010)     | Blackwater Falls (2008)          | Loveless zeszyty 13–17 |
| Oko za oko (2010)             | Blackwater Falls (2008)          | Loveless zeszyty 18–24 |